# 만민공동회
만민공동회(萬民共同會) 또는 관민공동회(官民共同會)는 조선말·대한제국의 대토론회·시민운동이자 시민사회단체로 독립협회에서 처음 주관하였다가 1898년 4월을 기점으로 독립협회의 영향력에서 독자적인 민중대회·단체로 성장했다. 1897년(광무 1년) 초 독립협회의 서재필, 윤치호, 이상재 등에 의해 처음 시작되었다.
만민공동회는 독립협회 주최하에 민중대회로 처음 개최되었으며, 한성부의 시민과 소상인, 일부 지식인층이 참여했다. 이후 1897년 10월, 박정양을 비롯한 정부의 개혁적 관료들과 독립협회가 함께 주관하면서 범국민적인 대회·단체로 성장했다. 정부측의 박정양·이상재, 독립협회측의 서재필·윤치호 등이 이를 지도하였다. 만민공동회는 처음에는 사교 모임 형태였으나 연설과 강연, 웅변, 조정에 대한 민중의 건의사항 등을 채택하고 공개적으로 결정하는 모임으로 확대되고, 전국 각지에 지부를 두었다.
1898년(광무 2년) 3월부터는 러시아·프랑스 등 열강의 이권 개입을 반대하는 등 제국주의 침탈 반대 운동을 펼쳤으며, 점차 독립협회의 영향력에서 벗어나 1898년 10월부터는 독자적인 활동을 하기 시작했다. 그러나 익명서 사건 이후 1898년 12월 정부의 탄압으로 무산되고 만다. 1899년까지 존속하다가 폐지되었다.

## 배경
1895년(고종 33년) 미국에서 돌아온 서재필이 중심이 되어 청나라의 명목상 예속국이던 조선의 자주독립과 부패정치 척결, 내정개혁, 민중의 참정권과 민권 운동을 위해 1896년 7월 독립협회를 조직, 민중계몽과 참정권, 천부인권을 소개하고, 백성의 정치참여의 필요성을 역설하였다. 독립협회는 회원 가입에 자격제한을 두지 않았다.
그러나 보다 많은 백성들과 다양한 계층의 참여를 위해 1897년 독립협회와 서재필, 윤치호, 이상재 등의 주최 하에 한성부에서 만민공동회를 개최한다. 독립협회와 그 밖의 단체 회원, 양반관료, 중인, 지식인과 평민, 상인 등 다양한 계층의 사람이 참여한 대중집회였으며 처음에는 독립협회와 관료들이 주도하였다. 관료의 참여에 의를 두어 출범 초기 관민공동회(官民共同會)라 부르기도 했다. 만민공동회는 국정을 개혁하기 위한 많은 연설과 토론, 발표, 웅변 등이 있었으며 발언권에는 제한이 없었다. 그뒤 1898년 3월 이후 독립협회의 영향력을 벗어나 독자적인 활동과 독자적인 집회를 진행하였다.

## 개요

### 출범 초기
만민공동회는 독립협회 주최하에 민중대회로 처음 개최되었으며, 처음에는 일부 지식인과 관료층들도 참여하였으므로 관민공동회라 이름하였다. 1897년 초 서재필을 중심으로 서울 종로네거리에서 군중 집회를 열어 러시아인 고문(顧問)과 군부의 교련사관의 해고를 요구하여 대중 여론을 일으켰다. 그 후 집회를 지속적으로 개최, 제국주의의 침략을 규탄하고 정부의 시책을 비판하였다.
1897년, 10월 박정양을 비롯한 정부의 개혁적 관료들과 독립협회가 함께 주관하면서 범국민적인 대회·단체로 성장했다. 정부 측의 박정양·이상재, 독립협회 측의 서재필·윤치호 등이 이를 지도하였다. 이후 만인이 참여한다는 뜻의 만민공동회로 명칭을 바꾸게 된다.
만민공동회는 독립협회가 자신들의 주장을 관철시키기 위한 압력 수단으로 개최하는 경우가 많았으나, 점차 시민들이 자발적으로 개최하는 경우가 늘어났다. 만민공동회에 참여한 사람들도 처음에는 주로 지식인과 소상인이었으나, 점점 확대되어 학생, 교원, 종교인, 하층민까지 참여하였다. 그동안 천대받던 상인이나 백정들도 많이 참여했다. 시민들은 점차 신분을 초월하여 나라의 일을 논의하고 자신들의 주장을 자유로이 발표하였으며, 스스로 대표자를 뽑아 만민공동회를 민주주의적으로 운영하였다.

### 독립협회의 영향력
1897년(건양 1년) 이후 열린 집회는 독립협회의 영향에 따라 정부의 그릇된 정책 시정과 부패 관료, 무능한 관료 해임, 파면 요구, 의회 설치 요구, 외세 축출과 자주독립국 선언 요구, 신분차별 철폐 등이 주 내용이었다. 그러나 독립협회의 영향력에서 점차 벗어나고 평민과 하층민 출신 지도자와 회장을 선출하게 되면서 외국에 의존하는 왕실을 비판하고, 백성들이 선출한 백성 대표인 의회를 설치하고 의회를 통해 정부를 견제하는 의회 정치를 하자는 견해가 대두되었다.
1898년(광무 1년) 3월 10일에는 한성부 종로에서 독립협회 주최로 약 1만 명의 한성부민이 참여하여 공동회가 개최되었다. 1898년 3월의 만민공동회 대회에서는 평민인 미곡상인 현덕호(玄德鎬)가 회장으로 추대되었고, 백목전 다락 위에서 여러 시민들이 이승만의 특종으로 촉발된 러시아의 침략정책인 부산 절영도 조차 요구, 한러은행 개설을 규탄하는 성토, 집회연설을 하면서 시위가 확산되었다. 이처럼 누구나 참여해서 자신의 의견을 발표할 수 있는 토론의 장, 만민공동회는 조선 민중에게 아주 새로운 경험이었다.
현덕호 등의 주도로 러시아의 입권개입 반대 운동이 벌어지고 러시아의 군사교관과 재정고문의 철수를 요구했다. 이는 대한제국 정부의 러시아 고문단 철수와 한러은행의 철폐조치에 일정한 영향을 끼쳤다. 이어 프랑스인 고문과 일본인 군사 교관의 본국 송환 조치도 요구하여 성사시켰다. 그러나 독립협회의 강력한 영향력으로 그 운동은 반러 수준에 머물고 있었다.
그러나 이후 만민공동회는 독립협회와 무관하게 점점 더 자발적으로 열리는 경우가 잦아지게 되었다.

### 독자적 활동
1898년(광무 1년) 4월 이후 거의 날마다 열린 만민공동회 집회는 시민의 자발적 참여로 집회가 개최되었고, 윤치호 등이 불참한 상태에서도 자발적으로 회의가 이루어졌다. 이때 다루어지는 안건마다 그를 담당하는 총대위원이나 대표위원을 직접 뽑아 회의 결의사항을 집행하는 직접 대표제와 같은 민주적 운영방식으로 진행되었으며, 윤치호, 이상재, 박정양, 유길준 등이 불참한 상태에서도 독자적으로 시민들끼리 회의를 주관하고 행사를 주관했다. 만민공동회는 점차 독립협회의 영향력을 배제하며 독자적인 시민단체화되었다.
1898년 7월 안경수가 현역, 퇴역 군인들을 매수하여 황제 양위를 계획하다가 실패하였고, 또 9월에는 유배되어 있던 김홍륙이 차에 독약을 타는 사건이 발생하는 등 고종을 위협하는 일이 연달아 일어났다. 고종에 대한 계속된 위협은 고종으로 하여금 독립협회나 만민공동회에 대한 의심을 품게 한다.
그 무렵 만민공동회는 맹렬하게 자유민권 운동을 전개하고 있었다. 그러나 고종은 보부상과 군대의 힘을 빌려 이들을 진압하였다.

### 의회 설립 운동과 중추원 설립
만민공동회는 독립협회와 함께 고종에게 의회 설립을 주장했고, 거듭된 상주 끝에 고종에게 10월 말 의회 설립을 허락받았다. 1898년(광무 1년) 11월 1일 종로에는 다시 수많은 인파가 몰려들어 고종 황제에게 재가를 기다렸다. 이에 고종은 "헌의 6조는 마땅히 실시할 것이며 그 밖에도 몇 조항을 첨가해 조칙으로 반포할 것이니 해산하여 기다려라"라며 명을 내렸다. 그러나 약속과는 달리 탄압이 가해졌다.
11월 2일, 새로운 중추원 관제가 발표되었다. 이는 한국 최초의 의회 설립안이었다. 중추원 의관 50명 중 절반은 정부가 국가에 공로 있는 자를 천거하고, 절반은 독립협회에서 27세 이상의 정치, 법률, 학식에 통달한 자로 선거하게 되었다. 독립협회와 서울 시민들은 환호성을 질렀다.
독립협회는 11월 5일 독립관에서 선거를 진행하기로 했다. 그러나 11월 5일 새벽, 갑자기 들이닥친 순검들에 의해 부회장 이상재를 비롯하여 독립협회 간부 17명이 체포되었다. 회장 윤치호는 체포 직전 몸을 피했다.
관민공동회에 참석했던 박정양 이하 정부 관료들도 해임되고 대신 조병세, 조병식, 박제순, 민영기 등이 그 자리에 앉았다. 수구파가 다시 정권을 잡은 것이다. 대한제국 중추원 의원 선거 전날, 수구파는 독립협회가 입헌군주제가 아닌 공화제를 하려 한다며 황제를 몰아내고 대통령에 박정양, 부통령에 윤치호, 내부대신 이상재, 외무대신 정교(鄭喬) 등으로 정권을 쥐려 한다는 익명서를 거리에 내다붙였고, 익명서에 놀란 황제가 독립협회 간부 체포령과 협회 해산령을 내렸던 것이다.
이에 강력히 반발한 만민공동회 총대위원이자 급진파 이승만은 배재학당 학생들을 이끌고 대표자들을 모두 석방할 것을 주장하며 한성부 종로와 남대문에 경무청과 평리원 앞에서 철야 농성 시위를 전개하였고 뒤에는 수천명의 군중들이 따르고 있었다. 날이 밝자 만민공동회를 열어 민중들과 함께 사건 경위를 해명하라고 요구했다. 그들은 경무청 앞에서 군중대회를 열어 연좌(連坐)하며 시위를 벌렸다. 거기서 그날 밤을 새웠고 또 계속하여 며칠 밤을 농성하였다. 온 밤을 모닥불을 지펴놓고 이승만은 그칠사이 없이 군중에게 연설하면서 그들을 단결시켰다. 만일 이 군중이 분산(分散)되면 군사들은 손쉽게 주도자를 체포할 수 있을 것이었기 때문이었다.

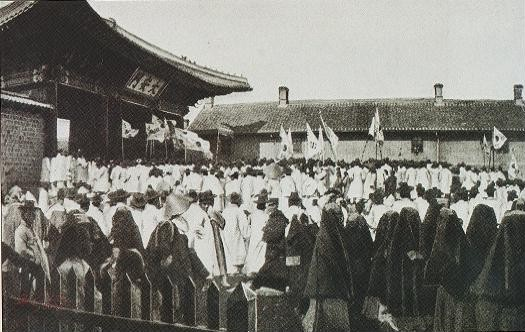
1898년, 대한문 앞에서 태극기를 들고 시위를 위해 모인 군중들

결국 정부는 하는 수 없이 11월 10일 체포된 17명 전원을 석방하였으나, 시위는 멈추지 않았고 독립렵회 회원들은 낡은 보신각 인경 앞 광장에서 개혁에 대한 군중대회를 개최하였다. 군중대회는 덕수궁 문 앞에서도 밤낮 가리지 않고 계속되었고 '헌의 6조 실시', 익명서를 조작한 조병식, 이기동 등의 처벌, 독립협회 부활 등을 요구했다.

### 헌의 6조 채택
만민공동회 중에서 최대 규모로 열린 것은 1898년 10월 29일에 10여개의 각종 정치단체가 주최하고 군중의 요구에 의해 10여명의 정부 대신들까지 참여하여 종로에서 열린 관민공동회였다. 한성부 주민은 물론 독립협회, 국민협회, 협성회, 일진회 그리고 정부대표로 의정부 참정대신 박정양, 중추원 의장 한규설, 법부대신 서정순, 농상공부대신 김명규, 탁지부대신서리 고영희 등이 참석하였다. 지식인, 중인, 향리, 성균관과 사부학당의 학생, 신식학교 학생, 부인, 상인, 승려, 천주교도, 기생, 광대, 백정 등 신분과 관계 없이 1만여 명의 인파가 몰렸다. 이 회의에서 개막 연설을 한 사람은 당시 가장 천대받던 계층인 백정출신 박성춘(朴成春)이었다. 박성춘은 백정 출신이었으나 속량하고 양민이 된 해방된 천민이었다.
| “ | 이 사람은 대한에서 가장 천하고 무지몰각한 사람입니다. 그러나 충군애국(忠君愛國)의 뜻은 대강 알고 있습니다. 오늘날의 이국편민하는 길은 관민이 합심한 연후에야 가능하다고 봅니다. 저 차일에 비유하건대, 한 개의 장대로 받치면 역부족이지만 많은 장대를 합해 받치면 그 힘이 매우 공고해집니다. 엎드려 바라건대 관민이 합심하여 우리 대황제의 성덕에 보답하고 국운이 만만년 이어지도록 하게 합시다. | ” |

백정 출신 박성춘의 연설에 군중들은 뜨거운 박수를 보냈다. 이어 누구든지 자발적으로 자유롭게 자신의 정치적 소견을 발표했다. 이들의 활동은 이날 회장으로 선출된 박성춘의 연설문의 내용 중 '우리 모두 힘을 모아 황제의 성은에 보답하자'라는 글 등에서 나타나는 것처럼 황제권을 부정하지는 않고, 입헌군주제를 추구하였다. 이 날 회의에서 정부의 외세의존적인 경향을 공격하고 시국에 대한 6개조의 개혁안을 결의하여 고종에게 주청하였다.
1898년 10월 29일의 만민공동회 회의에서는 헌의 6조(獻議六條)를 결의하여 정부에 강력히 요구했다. 이날 공동회에서 결의된 헌의 6조는 외국에 의존하지 말고 전제왕권을 공고히 할 것, 이권 양여와 외국 차관도입, 외국군대의 지원, 외국과의 조약을 각부 대신과 민중대표인 대한제국 중추원 의장이 합동으로 서명하여 시행하게 할 것, 전국 관청의 재정은 모두 탁지부에서 일괄 관할하고 예산과 결산과 용도는 인민에게 공포할 것, 중죄인은 공판(공개재판)에 회부하되 자복한 후에 재판할 것, 칙임관은 황제가 일방적으로 임명하지 말고 정부의 과반수 동의를 받아 임명토록 할 것, 성문화된 장정(법률)을 시행할 것 등이었다. 이는 독립협회에서도 같은 무렵 정부에 제출한 헌의 6조와 유사하였다. 만민공동회의 헌의 6조는 독립협회의 헌의 6조 주장과 유사하나, 만민공동회는 민권 신장의 방법으로서 대한제국 중추원에 대해 하원 설치를 요구하고, 하원 의원들 직접적으로 선출하게 할 것을 요구하였다는 점에서 독립협회의 헌의 6조와 다소 차이를 보이고있다.

### 정부의 탄압과 해체
만민공동회 운동이 강력하게 전개되자, 대한제국 정부는 요구를 들어주는 척하면서 한편으로는 탄압을 했다. 공동회가 1898년 11월에 올린 헌의 6조 개혁안에 대해 국왕 고종도 처음에는 정당성을 인정하고 실시를 약속했으나, 수구파 관료들의 반대와 모함으로 실현을 보지 못했다.
결국 점점 거세지는 집회에 위협을 느낀 근왕파 대신들은 황국협회 소속 전국의 보부상 2천여명을 동원하여 한성으로 결집시켜 이들을 무력으로 해산시켰으며 이 과정에서 많은 유혈충돌이 벌어졌다.
또한 정부관료 주축으로 이뤄진 근왕파와 보수파 세력은 고종에게 서재필과 독립협회가 황제를 폐하고 박영효를 내세워 의회개설 운동을 통해 공화정을 수립하려 한다고 모함하였다. 이를 빌미로 독립협회의 영향력에 머물러있던 만민공동회에 대해서도 탄압에 들어가며 독립협회 간부 함께 만민공동회의 주요인사를 체포했다. 이승만은 이 사건으로 투옥되어 고문을 받고 종신형을 선고 받는다.
이후 황제는 양회의 해산을 명령하고 헌의 6조는 폐지시켰다. 그뒤 1899년 독립협회의 해산 후에도 만민공동회는 얼마 동안 활약했으나, 정부의 탄압을 받은 후에는 계속 이어지지 못하였다.

## 활동

### 일본 자본 유입 철폐
1898년 3월의 집회에는 1만여 명이 참가하였고 일본의 상인 자본의 조선 침투를 비판하였다. 러시아의 절영도 조차 요구 반대, 일본의 국내 석탄고 기지 철수 등을 결의, 요구하고 제국의 자주독립 강화를 결의하였다. 이를 계기로 러시아의 절영도 조차 요구가 철회되었고, 국내의 석탄고 기지를 되돌려주었으며, 일본의 철도 부설권 요구 역시 철폐하였다. 또한 일본과 러시아는 한국의 내정에 간섭하지 않는다는 협정의 체결을 요구하여 실현시켰다.

### 반외세 주권 운동
1898년 2월 이후 독립협회와 대한제국의 광무(光武) 정권은 자주외교와 개혁의 방향을 둘러싸고 대립하였다. 광무 정권은 외국 세력을 일부 도입해야 된다는 견해를 펼쳤지만 독립협회는 외국의 자본과 기술을 도입하되 외국 세력에 의존해서는 안된다고 주장하였다.
이때 러시아가 대한제국의 친러정권을 통하여 석탄과 금광 등 지하자원 개발권과 철도부설권을 얻어가려 하자 일본 역시 조선의 철도부설권을 획득하려고 경쟁을 벌였다. 독립협회는 이러한 비자주적 외교에 강력히 반대하였다. 독립협회의 주도 하에 1898년 3월 한성부 종로 네거리에서 개최된 만민공동회에서 이 문제를 강력하게 성토하였다.
1898년 3월의 공동회에서는 러시아인 탁지부(度支部, 호조의 후신) 자문관과 군부 러시아인 교련담당 교관의 해고를 요구하고, 일본인 군사교관 역시 해고할 것을 요구했다. 이후 이승만, 홍정하(洪正夏) 등의 청년 연사들이 공동회에서 열렬한 연설을 하여 대중의 여론을 일으켰다. 그 결과 러시아인 탁지부고문과 군부 군사교관, 한러은행 등이 폐지되고, 러시아의 철도부설권 역시 허가취소되었다. 그 여파로 프랑스의 금광채굴권도 불허되고 일본인 군사교관도 본국으로 소환시켰다. 1898년 3월 이후에도 대회는 계속 이어졌다.

### 헌의 6조와 하원 설치 주장
1898년 10월 독립협회는 당시의 정치·외교·사회 제반 문제를 개혁하기 위한 대책으로, 그해 10월의 만민공동회를 적극적으로 주최하고 국정개혁의 대원칙을 결정하였다. 그러나 공동회에서는 독립협회의 영향력에서 벗어나기 위해 회장 선출시 독립협회의 간부가 아닌 평민, 백정, 상인 출신에게 표를 주고 지지를 하는 등의 활동을 하였기에 미곡상인 출신 현덕호나 백정 출신 박성춘을 회장으로 선출하기도 했다.
1898년 10월의 공동회 회장직은 독립협회의 지도자이기도 한 윤치호가 선출되었고, 독립협회는 1898년 10월 28일부터 11월 2일까지 한성부 종로에서 대집회를 열었다. 이날의 만민공동회에서는 독립협회의 영향력을 벗어나 정부의 매국적 행위를 공격하고 시국에 대한 개혁안을 제출할 것을 결의하게 된다.
10월 만민공동회 둘째 날인 10월 29일 6개항의 개혁 원칙을 결의하고 이를 황제에게 헌의(獻議)하기로 하고, 헌의6조(獻議六條)라 명명하였다. 이날 결의된 헌의6조의 내용은 다음과 같다.
1. 일본인에게 의탁하거나 부역하지 말 것.
2. 전권대신 임명을 폐지, 외국과의 이권계약(利權契約)이 있을 때는 대신이 단독으로 하지 말 것.
3. 정부 재정을 공정히 하고 예산 사용 내역을 공개적으로 발표할 것.
4. 중대 범인의 재판과 형집행은 공개 재판으로 하며, 언론·집회의 자유를 보장할 것.
5. 칙임관의 임명은 황제가 정부 대신들과 중추원 의관들의 중의(衆議)를 따를 것.
6. 기타 별항의 규칙을 실천할 것.

### 연설가·웅변가 배출
만민공동회는 신분, 연령, 계급에 상관없이 누구나 참여가 가능했기에 뛰어난 연설가·웅변가들을 많이 배출했는데 그 중 하나가 바로 이승만이었다. 그는 이 만민공동회에서 가장 인기있는 열변가로 그의 가두연설은 민중으로부터 뜨거운 박수갈채와 열렬한 지지를 받았다.
| “ | 2천만 동포 가운데서 모두가 다 죽어 없어진 후라도 나 하나만은 머리를 높이 들고 앞으로 나아갈 것을 각자 마음 속 깊이 맹세하고 다시 맹세하고 천만번 맹세합시다. 그리하여 이 나라를 외국의 침략이 없는 자주독립국가로 굳건한 반석 위에 세웁시다. | ” |

그는 어떤 때는 정동궁(貞洞宮) 앞의 마당 한 가운데에 빈통을 놓고 그 위에 올라서서 군중에게 열변을 토하다가 독일 공사관의 얕은 담을 뛰어넘어 배재학당으로 몸을 피한 적도 있었다.
과천 군수 길영수가 손에다 큰 몽치를 들고 내두르며 수천 명의 부상패를 거느리고 인화문 밖에 진복해있는 만민공동회를 진압하려고 할 때, 이승만이 연단에 올라 이렇게 연설하였다.
| “ | 우리가 여기 진복하여 풍찬노숙 하는 것이 옷들을 탐하느냐 밥을 탐하느냐 다만 한다는 일이 모두 나라를 위하고 동포를 사랑 함이라. 지금 들은즉 못된 간세배가 부상패를 불러 우리 만민을 치라 하여 부상패들이 지금 목전에 당도 하였는지라. 우리가 죽더라도 충애하는 의리는 가지고 죽을 터이니 신민의 직분에 죽어도 또한 천추에 큰 영광이로라 | ” |

| “ | 길영수 너도 명색이 국록지신이요 너도 소위 대한 백성이지 네 어찌 간세배와 부동 하여 부상패를 모집하여 충애 하는 우리 만민을 치나냐 | ” |

이외에도 백정 출신의 박성춘, 정부 관료인 박정양, 평안남도 대동군에서 열린 만민공동회 평안남도지회의 소년 연사 안창호 등의 연설가들을 배출하였다.

### 고종의 탄압과 실패
독립협회에서 결정한 헌의 6조와 별개의 6조를 결정, 결의가 조정에 상신되자 고종은 헌의6조를 수정 없이 재가하고 이를 실천할 것을 약속하였다. 그러나 정부의 근왕파 정치인은 황제의 인사절대권을 부정하는 점을 걸고 넘어져 헌의 6조 시행을 끝까지 반대했고, 시중에 유포시킨 독립협회가 황제를 폐하고 의회개설 운동을 통해 공화정을 수립하려 한다는 소문을 근거로 헌의 6조는 그 신호탄이라 모함했다. 이에 고종은 독립협회를 탄압하게 되어 결국 독립협회 회원·간부들을 체포하고 독립협회의 해산을 명령하였다. 이에 독립협회의 영향하에 있던 공동회가 제시한 헌의6조는 폐지되고 만다.
12월 25일 고종은 군대를 동원하여 만민공동회를 강제해산시키고 독립협회를 영구히 불법화했다.

## 의의와 한계
관민공동회는 국가의 자주와 민권을 외친 최초의 근대적 민중운동으로, 백성들이 정부를 도와 관민이 모두 한마음으로 국권을 보호하자는 운동이었다.
만민공동회의 운동은 비록 정부의 탄압을 받아 실패하고 말았다. 소시민의 정치적 역량의 미숙으로 인하여 대중적 지지 기반을 갖추지 못했고, 소수 지식인이 주도하던 독립협회의 영향권에서 벗어나려고 노력했지만 결국 공동회는 독립협회의 영향력에서 완전히 벗어나지 못하는 한계를 보였고, 그결과 당시 농민운동과도 결합하지 못했다.
만민공동회 운동은 시민들의 주장과 힘을 보여준 대중 운동이었다. 평민과 백정, 기생, 광대도 참여하고 백정 출신이 한때 회장으로 선출될 만큼 열린 대중집회였지만 당시 민중 운동의 주류였던 농민 운동과 결합하지 못한 것과 여성의 차별대우를 인식하지 못한 점 등이 시대적인 한계점으로 지적되기도 한다.

## 영향력
만민공동회는 후일 대한민국 사회의 국정, 국회, 언론에 국민의 참여와 의견 전달 활동 등의 모델이 되었다. 2012년에는 12월의 제18대 대통령 선거 직전, 한겨레 신문 주최하에 '대선정책제안 만민공동회'가 열려 18세 이상 시민 누구나 참여하게 하여 정책 제안, 사회문제 해결 등을 요구하기도 했다. 2012년 11월 6일 오후 2시에는 서울특별시 국회내 여의도 국회의원동산에서 '2012 정책 컨벤션 만민공동회'가 개최되었다.
2013년 2월 5일에는 서울지역대학생연합(서울대련)의 주최하에 동국대, 경희대, 서울여대 등 6개 대학 총학생회와 서울지역 10여개 대학 학생 50여명 및 일반 시민이 참여하여 '대학생 만민공동회'를 개최하였다. 두 시간가량 진행된 공동운동은 참가자들이 직접 만들어 온 피켓에 대한 발언을 듣는 형식으로 진행되었고, 국가 장학금 지급액수 문제와 대학 학비 지원을 요청했다. 이날의 대학생 만민공동회 성명서에서는 성명을 통해 '국가장학금은 사립대학의 재정운영과 과도한 적립금, 등록금 인상을 막을 수 있는 근거가 없어 명백한 한계가 있다'며 '국가장학금 현실적 금액 반영과 높은 성적기준이 개선돼야 할 것'을 요구하였다.
2012년 11월 21일~11월 22일 한겨레통일문화재단과 부산광역시청 주최 부산 해운대구 동백섬 누리마루 아펙(APEC, 아시아·태평양경제협력체) 하우스에서 열린 '제8회 한겨레-부산 국제심포지엄'이 개최되었다. 이때 한 주제는 2013년과 부산 시민의 삶의 질 문제에 대한 만민공동회이다.

## 평가
성리학과 위정척사사상에 젖어 있던 지식인들 일부를 근대적 자주 민권 사상과 자강 사상을 가진 인물로 전환시킨 점이 긍정적으로 평가되고 있다. 또한 신분을 가리지 않고 참여하고 회장에 선출되었으며, 자유로운 연설, 안건 발의가 이루어져 사실상의 신분 해방의 현장으로서 대중성을 고양시킬 수 있었고, 신분과 재산, 계층을 가리지 않은 범국민적 정치운동이었다는 점, 서구 열강의 제국주의 경제침탈로 인해 직접 피해를 입고 있었던 도시소상인, 소수공업자, 빈민과 일부 지식인층이 자발적으로 참여하여 반제국주의와 정부의 부패행위 감시 등을 시도한 점이 긍정적으로 평가된다.

## 같이 보기
| - 독립협회 - 독립문 - 헌의 6조 - 익명서 사건 - 이승만 - 윤치호 - 서재필 - 박중양 - 이상재 - 이승훈 - 박성춘 - 박은식 - 현덕호 - 안창호 | - 갑오경장 - 을미개혁 - 철도 부설권 - 절영도 조차 요구 - 신분 해방 - 노예제도 - 남궁억 - 박정양 - 안경수 - 이동녕 - 양기탁 - 이동휘 - 홍정하 | - 독립신문 - 황국협회 - 독립협회 사건 - 김규식 - 신채호 - 유길준 |

## 관련 서적
- 서희경, 《대한민국 헌법의 탄생- 한국 헌정사 만민공동회에서 제헌까지》 (창비, 2012)
- 윤치호, 《윤치호 일기 1916~1943》 (김상태 편역, 인물과 사상사, 2001)
- 유영렬, 《개화기의 윤치호 연구》 (한길사, 1986)
- 윤효정, 《대한제국아 망해라》 (박광희 역, 다산초당, 2010)
- 김영희, 《좌옹 윤치호 선생 약전:윤치호선집 2》 (좌옹윤치호문화사업위원회, 1999)
- 강준만, 《한국 근대사 산책 3》 (인물과사상사, 2007)
- 강만길, 《고쳐 쓴 한국근대사》 (창작과비평사, 2006)
- 김남수, 윤종배 외, 《100년 전의 한국사》 (휴머니스트, 2010)
- 신동준, 《개화파 열전》 (도서출판 푸른역사, 2009)
- 이근호, 박찬구 외, 《한국사를 움직인 100대 사건》 (청아출판사, 2011)
- 강준만, 《한국 대중매체사》 (인물과사상사, 2007)
- 이광린, 《한국문화사:근대편》 (도서출판 일지사, 2001)
- 이황직, 《독립협회 토론공화국을 꿈꾸다》 (도서출판 프로네시스, 2007)
- 윤성렬, 《도포입고 ABC 갓 쓰고 맨손체조:신문화의 발상지 배재학당 이야기》 (학민사, 2004)
- 이종각, 《자객 고영근의 명성황후 복수기》 (동아일보사, 2009)
- 이정식, 《이승만의 구한말 개혁운동》 (배재대학교출판부, 2005)
- 역사학연구소, 《바로 보는 우리 역사》(서해문집, 2004)
- 박현모, 《정조 사후 63년》 (창비, 2011)
- 김이하, 《제중원 백정 의사 박서양》 (라이프플러스인서울, 2010)
- 최기영, 《서재필이 꿈꾼 나라》 (푸른역사, 2010)
- 구인환, 《지지 않는 청년의 등불 이상재》 (푸른사상, 2005)
- 신용하, 《독립협회와 개화운동:교양국사총서 20》 (세종대왕기념사업회, 2000)
- 강재언, 《신편 한국 근대사 연구》 (도서출판 한울, 1995)
- 강재언, 《한국근대사연구:한울총서 1》 (도서출판 한울, 1992)

## 참고 자료
- 신용하, 〈만민공동회의 자주민권자강운동〉, 한국사연구회, 《한국사연구 11》(한국사연구회, 1975)
- 박영신, 〈독립협회 지도세력의 상징적 의식구조〉, 경희대학교 사학회, 《동방학지 20》 (경희대학교 사학회, 1978)
- 신용하, 〈독립협회의 의회민주사상과 의회건립운동〉, 서울대학교사회과학연구소, 《한국사회의 변동과 발전》 (범문사, 1985)
- 신용하, 〈19세기 한국의 근대국가형성문제와 입헌공화국 수립운동〉, 한국사학회, 《한국사회학회논문집1》 (한국사학회, 1986)